# Cantón de Abangares
Cantón de Abangares är en kanton i Costa Rica.   Den ligger i provinsen Guanacaste, i den västra delen av landet, 100 km väster om huvudstaden San José.